# Krijgsmachtdelen

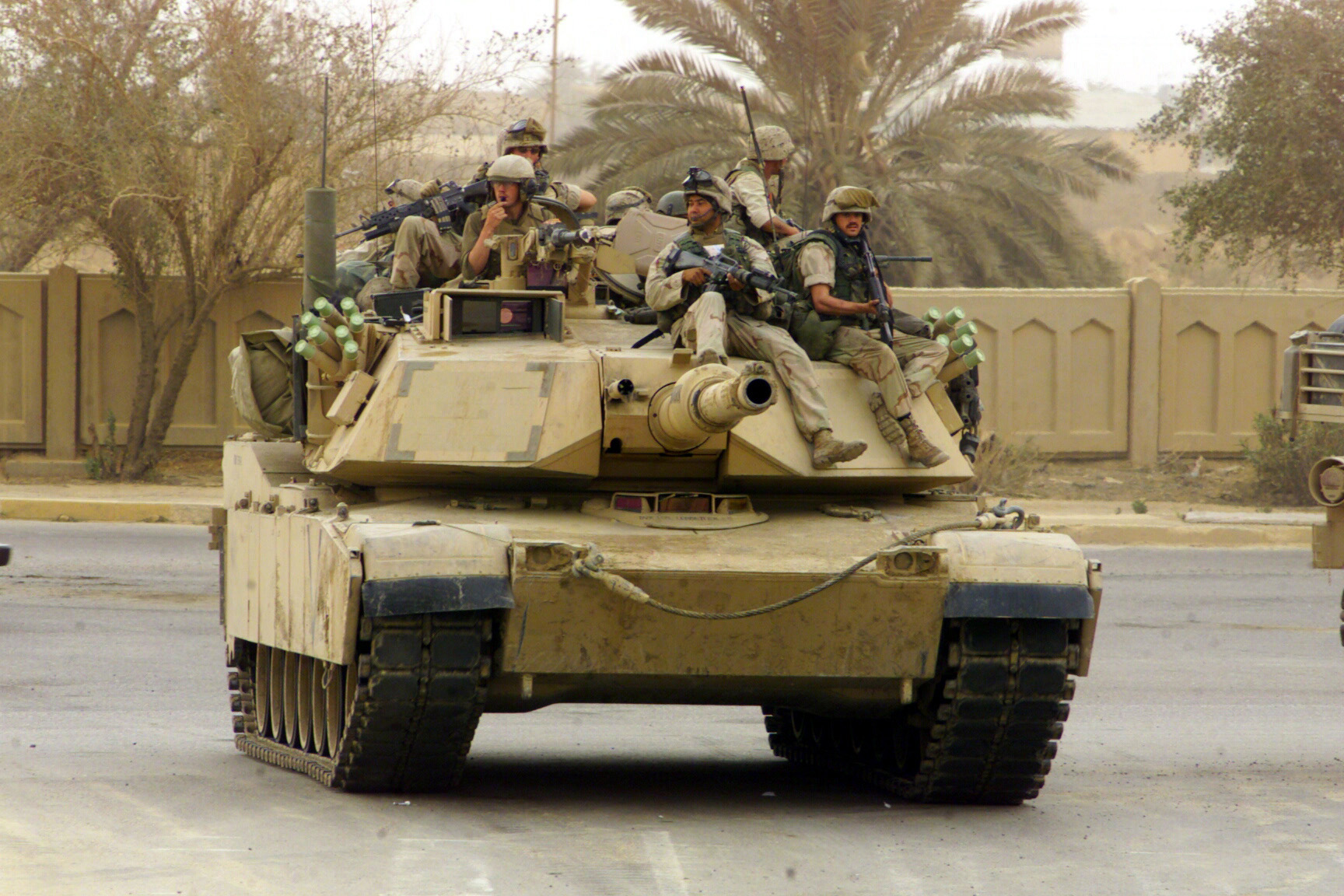
Landmacht

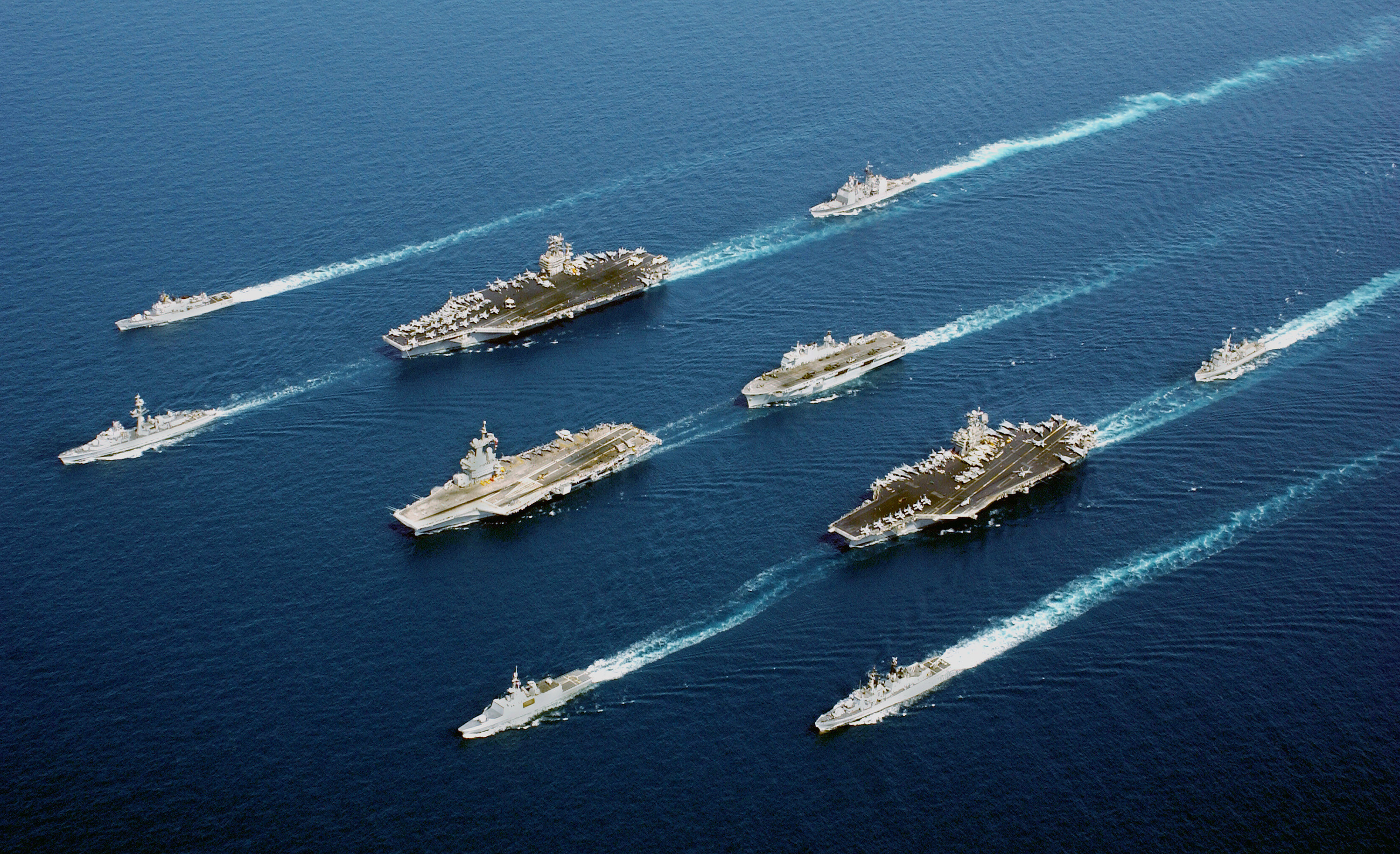
Marine

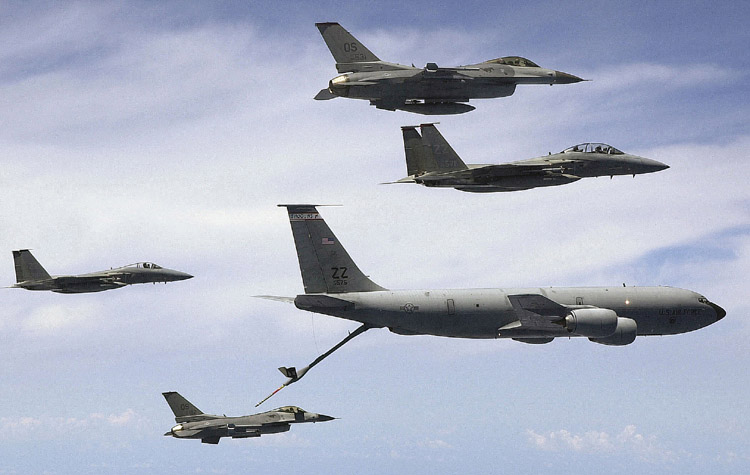
Luchtmacht

Een krijgsmachtdeel (NAVO-term: military branch of armed service) is een gedeelte van de nationale strijdkrachten van een soevereine natie of staat met specifieke middelen. Ze zijn onderverdeeld in wapens en dienstvakken, elk met eigen vakgebieden en specialismes.
Krijgsmachtdelen ontwikkelen zich voortdurend om gelijke tred te houden met de technische vooruitgang. Ze hebben hun eigen operationele strategie en kunnen zelfstandig of gezamenlijk militaire operaties uitvoeren.
Militairen worden aangesteld binnen een bepaald krijgsmachtdeel. Ze ontvangen hun algemene opleiding bij een van de opleidingscentra van dat krijgsmachtdeel, en vaak ook hun specialistische en vervolgopleidingen. De meeste militairen blijven hun gehele loopbaan werken bij hetzelfde krijgsmachtdeel.

## Traditionele verdeling
Sinds de Eerste Wereldoorlog worden gewoonlijk drie krijgsmachtdelen onderscheiden: landmacht, luchtmacht en marine. De landmacht leger is van oudsher de oudste en in veel landen het grootste deel van de strijdmacht. De eerste zelfstandige luchtmachten werden pas aan het begin van de 20e eeuw opgericht.
Sommige landen beschikken niet over alle drie deze krijgsmachtdelen. Landen die geen toegang hebben tot een zee of oceaan hebben bijvoorbeeld vaak geen aparte marine (bijvoorbeeld Luxemburg en Zwitserland). Andere landen onderscheiden naast de traditionele drie nog extra krijgsmachtdelen.
In veel landen vindt steeds vaker een verregaande samenwerking plaats tussen krijgsmachtdelen. Soms worden gezamenlijke (“joint”) eenheden opgericht of ontstaan nieuwe krijgsmachtdelen.

## Bijzondere krijgsmachtdelen
In sommige landen zijn er naast de traditionele drie nog andere krijgsmachtdelen. Voorbeelden zijn:
- In Argentinië de Argentijnse nationale gendarmerie (Gendarmería Nacional Argentina , GNA) en de Argentijnse marine-prefectuur (Prefectura Naval Argentina, PNA)
- In België de Medische component van Defensie (Composante Médicale)
- In China de Raketstrijdkrachten (中国人民解放军火箭军, zhōngguó rénmín jiěfàngjūn huǒjiànjūn) en de Strategische Ondersteuningsmacht (中国人民解放军战略支援部队, Zhōnggúo Rénmín Jiěfàngjūn Zhànlüè Zhīyuán Bùduì)
- In Frankrijk de Militaire Politie (Gendarmerie Nationale) en de Nationale Garde (reservestrijdkrachten) (Garde Nationale)
- In Duitsland de Centrale Militaire Gezondheidsdienst (Zentraler Sanitätsdienst der Bundeswehr, ZSanDstBw), de Centrale Ondersteuningsdienst (Streitkräftebasis, SKB) en de Cyberdefensiemacht (Cyber- und Informationsraum, CIR)
- In Italië de Militaire Politie (Carabinieri)
- In Nederland de Koninklijke Marechaussee
- In Noorwegen het reservistenkorps (Heimevernet, HV) en de cyberdefensiemacht (Cyberforsvaret)
- In Polen de Speciale strijdkrachten (Wojska Specjalne)
- In Rusland de Luchtlandingstroepen (Воздушно-десантные войска России (ВДВ), Vozdushno-desantnye voyska Rossii (VDV)), de Strategische Raket Troepen (Ракетные войска стратегического назначения (РВСН), Raketnye voïska strateguitchesgoko naznatchenia Rossiïskoï federatsi (RVSN)) en de Speciale strijdkrachten (Силы специальных операций (ССО), Sily spetsial’nykh operatsii (SSO))
- In Taiwan de Militaire Politie (中華民國憲兵, Zhōnghuá Mínguó Xiànbīng))
- In de Verenigde Staten het United States Marine Corps en de United States Coast Guard
- In Zuid-Afrika de Militaire Gezondheidsdienst (Suid-Afrikaanse Militêre Gesondheidsdiens)
- In Zuid-Korea het Korps Mariniers (대한민국 해병대, Daehanminguk Haebyeongdae)

#### Emblemen van enkele bijzondere krijgsmachtdelen

België Medische component van Defensie
Italië Carabinieri
Nederland Koninklijke Marechaussee
Noorwegen Heimevernet
Polen Wojska Specjalne
Rusland Luchtlandingstroepen
Rusland Strategische Raket Troepen
Zuid-Korea Marinierskorps
Taiwan Militaire Politie
Verenigde Staten Coast Guard
Verenigde Staten Marine Corps

## Nederlandse krijgsmacht
De Nederlandse krijgsmacht bestaat uit vier krijgsmachtdelen:
- de Koninklijke Landmacht (KL)
- de Koninklijke Marine (KM)
- de Koninklijke Luchtmacht (KLu)
- de Koninklijke Marechaussee (KMar)

Er zijn binnen de Nederlandse krijgsmacht een aantal gezamenlijke ("paarse") opleidingscentra, waar militairen van verschillende krijgsmachtdelen opleidingen volgen. Voorbeelden zijn de Nederlandse Defensie Academie (NLDA) en de Defensie Para School (DPS).
Ook zijn er steeds meer gezamenlijke eenheden, zoals het Defensie Ondersteuningscommando (DOSCO), Defensie Cyber Commando (DCC), het Defensie Helikopter Commando (DHC), de Defensie Materieel Organisatie (DMO), het Joint ISTAR Commando (JISTARC), de Defensie Grondgebonden Luchtverdedigingscommando (DGLC), Defensie Telematica Organisatie (DTO) en de Defensie ICT Uitvoeringsorganisatie (DICTU).
De "paarse" eenheden werken voor alle vier krijgsmachtonderdelen, maar zijn administratief onder gebracht bij een van de krijgsmachtdelen. Het personeel van deze eenheden is afkomstig uit alle krijgsmachtdelen. Ook de Militaire Inlichtingen- en Veiligheidsdienst (MIVD) is evenals haar voorganger de Militaire Inlichtingendienst (MID) een "paarse" organisatie, waar personeel van alle krijgsmachtdelen werkzaam is. Zij valt echter niet onder een van de krijgsmachtdelen maar rechtstreeks onder de Minister van Defensie.

## Belgische krijgsmacht
De Belgische krijgsmacht bestaat uit volgende componenten:
- De Landcomponent (Composante terre)
- De Marinecomponent (Composante marine)
- De Luchtcomponent (Composante air)
- De Medische component (Composante médicale)

De Rijkswacht (Frans: Gendarmerie) was een krijgsmachtdeel en viel onder het Ministerie van Defensie vanaf haar oprichting in 1796 totdat ze in 1992 werd gedemilitariseerd en onder het politieke gezag van de ministers van Binnenlandse Zaken en Justitie werd gesteld.
Sommige opleidingen zoals de basisvorming, informatica of schietonderricht zijn voor alle personeelsleden hetzelfde en worden dus op niveau Defensie georganiseerd:
- Centrum voor Basisopleiding en Scholing Noord (CBOS Noord) (Centre d’Instruction de Base Nord, CIBE Nord) in Leopoldsburg (Nederlandstalig).
- Centrum voor Basisopleiding en Scholing Zuid (CBOS Zuid) (Centre d’Instruction de Base, CIBE Sud) in Aarlen (Franstalig).
- Koninklijke School voor Onderofficieren (KSOO) (École Royale des Sous-Officiers, ERSO) in Saffraanberg (Sint-Truiden).
- Koninklijke Militaire School (KMS) (Ecole Royale Militaire, ERM) in Brussel.
- Koninklijk Hoger Instituut voor Defensie (KHID) (Institut Royal Supérieur de Défense, IRSD) in Brussel
- Competentiecentrum voor de vorming steun (CCVS) (Centre de Compétence de la formation appui, CCFA) in Doornik, o.a. logistieke en ICT opleidingen.
- Koninklijk Militair Instituut voor Lichamelijke Opvoeding (KMILO) (Institut Royal Militaire d’Éducation Physique, IRMEP) in Eupen
- Inlichtingen en Veiligheidsschool (IVS) (École de Renseignement et de la Sécurité, ERS) in Leuven

De volgende organisaties werken voor alle componenten, maar zijn administratief onder gebracht bij de Landcomponent: 
- Military Police Group (MPG) (Groupe Police Militaire, GPM)in Evere[4]
- Movement Control Group (Mov Ctl Gp) (Groupe de Contrôle du Mouvement, Mov Ctl Gp) in Peutie (Vilvoorde)[5]
- Field Accommodation Unit (FAU) (Unité d'Hébergement sur le Terrain, UHT) in Bevekom[6]
- Dienst voor Opruiming en Vernietiging van Ontploffingstuigen (DOVO) (Service d'Enlèvement et de Destruction d'Engins Explosifs, SEDEE) in Oud-Heverlee[7]